# Шорр, Ренен
Ренен Шорр (ивр. רנן שור‎, 6 июля 1952, Иерусалим — 26 февраля 2025) — израильский режиссёр, сценарист и кинопродюсер.

## Карьера
В 1989 году он основал первую в Израиле независимую национальную школу кино и телевидения — Школу кино и телевидения имени Сэма Шпигеля — и был её директором с тех пор и до своей смерти. За последние 40 лет он основал или стал соучредителем инфраструктуры израильских кинофондов и кинотеатров. В декабре 2016 года французское правительство присвоило ему звание Кавалера ордена искусств и литературы (фр. Chevalier des arts et lettres).